# Rationalisme

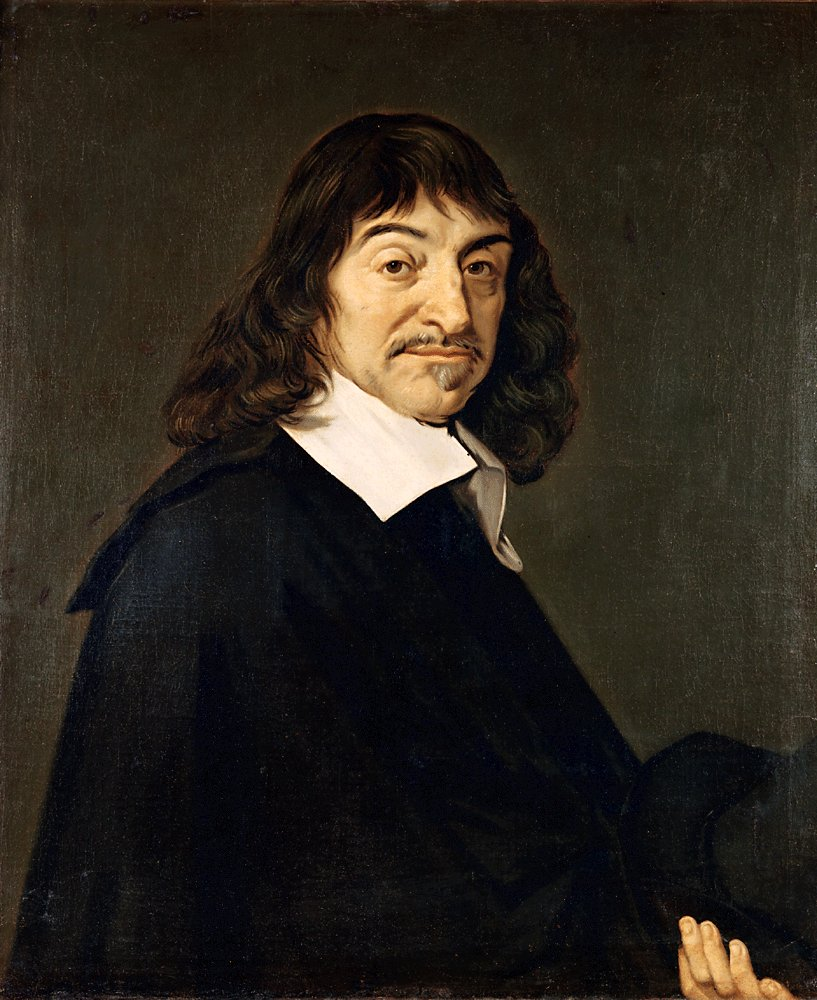
René Descartes.

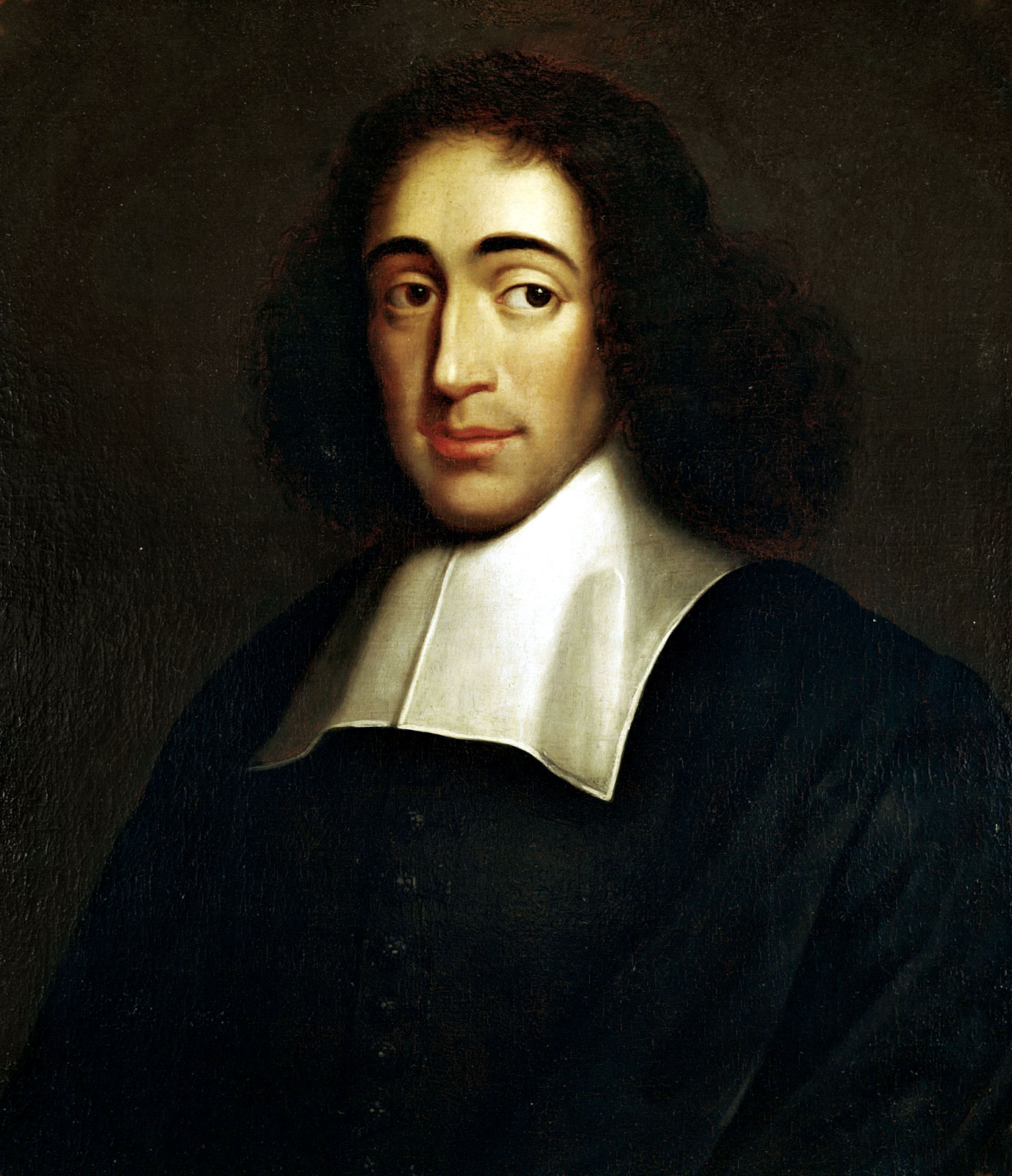
Benedictus de Spinoza.

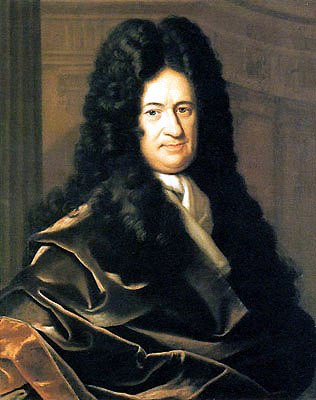
Gottfried Wilhelm Leibniz.

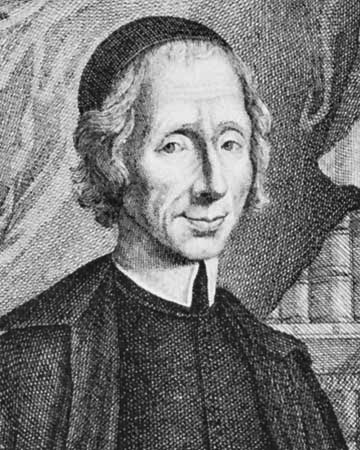
Nicolas Malebranche.

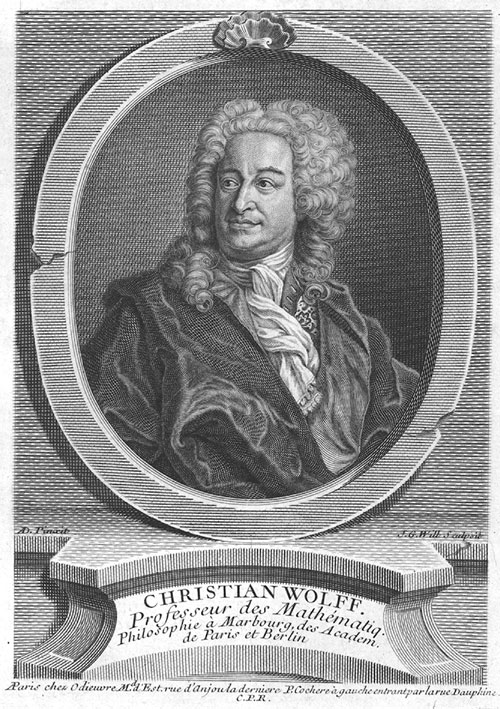
Christian Wolff.

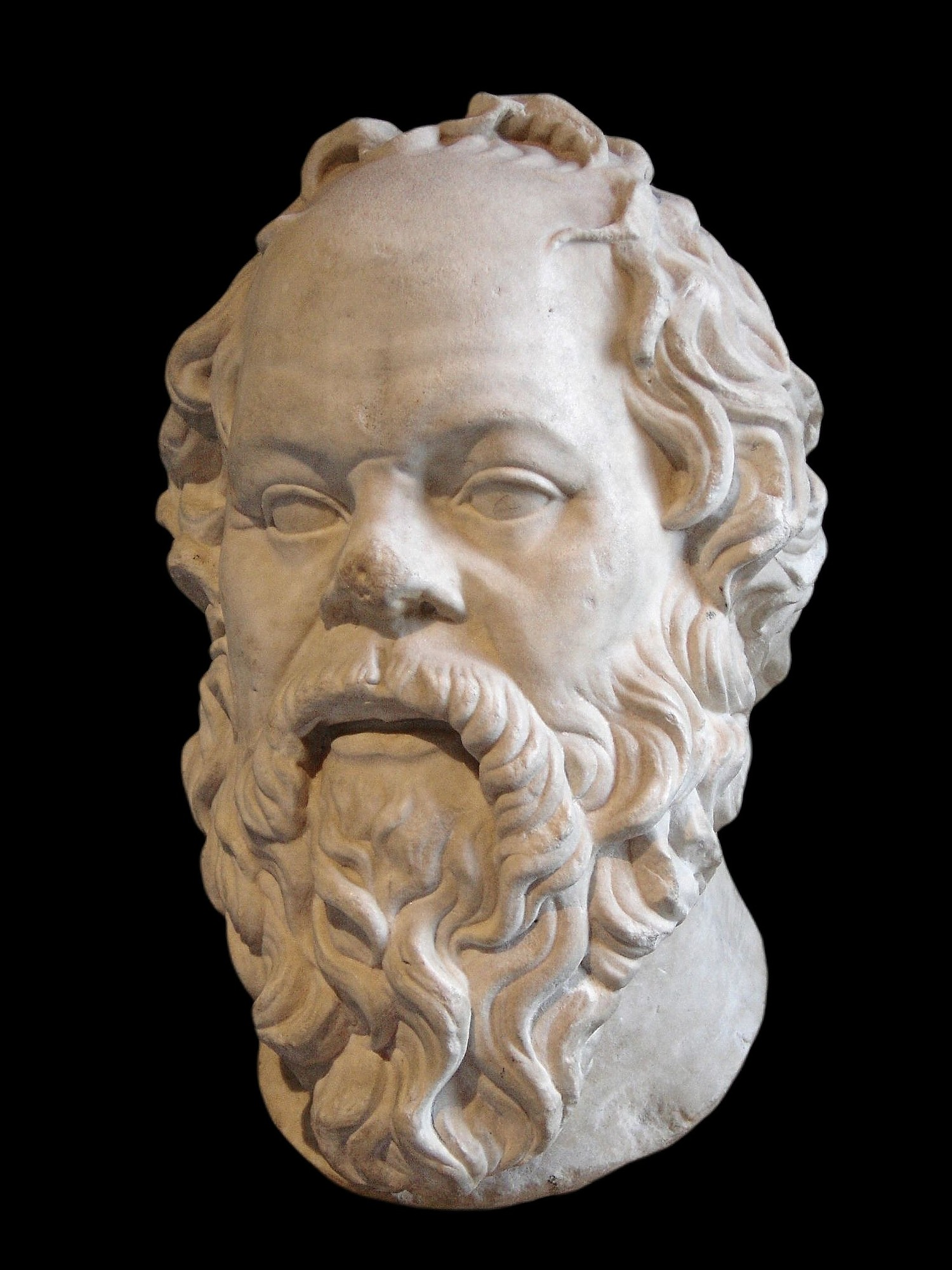
Socrates

Het rationalisme is een filosofische stroming die vertrekt vanuit de idee dat de rede de enige of voornaamste bron van kennis is. De werkelijkheid bevat volgens rationalisten een inherente redelijke en logische structuur die vanwege dit feit ook direct door het verstand gelezen kan worden zonder enige tussenkomst van iets anders dan het denken zelf. Dit in tegenstelling tot stelsels die voornamelijk op openbaring of traditie gebaseerd zijn of tot stelsels die de ervaring aanduiden als voornaamste kennisbron (empirisme). De stroming gedijde vooral in de 17e eeuw op het vasteland, voornamelijk in Frankrijk en Duitsland, terwijl zijn tegenstander, het empirisme, vooral populair was in Groot-Brittannië. De grote namen binnen het rationalisme zijn René Descartes, Baruch de Spinoza, Socrates en Gottfried Leibniz. Een tweede generatie rationalisten bestond uit Arnold Geulincx, Nicolas Malebranche en Christian Wolff.
Naast het filosofisch rationalisme bestaat er ook zoiets als een religieus of godsdienstig rationalisme, dat de geloofswaarheden wil (laten) verantwoorden via het persoonlijk denken. Ook de middeleeuwse leer van het fides quaerens intellectum (het geloof dat naar de rede zoekt) wordt binnen het religieuze domein wel als rationalisme beschouwd.

## Klassieke oudheid
Het rationalisme werd in de klassieke oudheid voornamelijk vormgegeven door filosofen die sceptisch tegenover de ervaring als kenbron stonden. Hiervan was Plato de bekendste, maar niet de enige. Een belangrijke wegbereider van Plato was Parmenides. Parmenides kan beschouwd worden als de eerste ontoloog of metafysicus: waar vroegere natuurfilosofen zich concentreerden op het rationeel verklaren van de natuurverschijnselen rond hen, focust Parmenides zich op het begrijpen van het zijn of zijnde zelf. Om tot inzicht te komen in het ware "zijn", maakt hij enkel gebruik van het denken en verwerpt de zintuiglijke "schijnwereld" als een foutieve bron. Het zijn of zijnde is volgens Parmenides altijd één, onbeweegbaar, ondeelbaar en volmaakt. Waargenomen dingen komen echter altijd voor als veelheid, veranderlijk, deelbaar en onvolmaakt, daarom dat de waarneming ons ook geen kennis kan leveren. De filosoof moet louter door te denken en het volgen van logische regels tot inzicht komen. 
Plato bouwt op Parmenides verder en combineert het met de inzichten van Heraclitus. Plato interpreteert Heraclitus als een filosoof die stelt dat alles rondom ons beweegt en verandert en dat dus niets één blijft. "We kunnen nooit twee keer door dezelfde rivier stappen" stelt Heraclitus (panta rhei). Toch stelt Plato vast dat de mens in staat is om vaste en zekere kennis te verkrijgen over bepaalde zaken, ondanks dat alles wat we in de ervaring tegenkomen veranderlijk is. Hieruit besluit Plato dat kennis gefundeerd moet worden in iets anders dan de zintuiglijke wereld, namelijk in het denken, en meer concreet in het herinneren van de Ideeën die de mens al bezit van voor zijn dood, maar slechts vergeten is (anamnese). Bekend is zijn Allegorie van de grot, waarin hij metaforisch de tocht beschrijft die de filosoof moet afleggen: de filosoof moet de zintuiglijke illusies overstijgen en opstijgen naar de Ideeënwereld en daar via de rede de Ideeën zelf aanschouwen om tot echte kennis te komen. Dit platonisme heeft in de verdere geschiedenis van de filosofie een verregaande invloed. Dit blijkt bijvoorbeeld uit het neoplatonisme van Plotinus.

## Middeleeuwen
Ook in de middeleeuwen was het rationalisme van belang. Theologen als Augustinus van Hippo namen de Ideeënleer van Plato over, zij het in een aangepaste vorm. Zo plaatsten zij de Ideeën niet in een aparte (intelligibele) wereld, maar in God zelf. Door het licht van God was de mens in staat tot kennis. Kennis moest dan ook gezocht worden in de rede, het deel van de mens dat het dichtst aansloot bij God. Een andere tendens die aantoonde dat ook in de vroege middeleeuwen een sterk rationalistisch denken aanwezig was, is terug te vinden in het werk van Berengarius van Tours. Berengarius prees de logica en dialectiek in De sacra coena adversus Lanfrancum als hoogste goed aan en gebruikte het zelfs om christelijke dogma's zoals de transsubstantiatie te bekritiseren. Hij werd onder andere door Lanfranc van Bec, tegen wie hij dit eerdere werk schreef, beschuldigd van het feit dat hij de kerkelijke autoriteit niet erkende. Zijn eigen, 'rationele' versie van de doctrine werd in 1050 door Rome verworpen. Deze dialectici, die de logica een grote autoriteit gaven, stonden tegenover zogenaamde fideïsten die stelden dat de rede van geen enkel nut was voor geloofsartikelen. Voorbeelden van fideïsten in die tijd waren Petrus Damiani en Manegold van Lautenbach.
Verder typerend voor dit middeleeuws rationalisme is bijvoorbeeld ook het ontologisch godsbewijs door Anselmus van Canterbury in Proslogion (1078) geformuleerd, dat louter op basis van concepten en denken het (noodzakelijk) bestaan van God probeert aan te tonen. Het meest atypische element van dit middeleeuws rationalisme, dat in de moderne tijd ook zal verdwijnen, is dat kennis hier sterk gebaseerd wordt op autoriteit (van de Kerk en vroegere theologen) en openbaring (de Bijbel).
In de latere middeleeuwen, bijvoorbeeld in de scholastiek zal dit rationalisme in kracht afnemen, hoewel nog grotendeels overeind blijven. Het wordt vanaf de 13e eeuw gecombineerd met inzichten van Aristoteles, die als empirist kan gelden. Het nominalisme van Willem van Ockham, waarin concepten niet meer als onafhankelijke Ideeën (in God) worden gezien, maar als producten van de menselijke geest, kan worden beschouwd als een overgang naar het moderne rationalisme.

## De moderne tijd
Het rationalisme won aan betekenis in de dagen van René Descartes, Baruch de Spinoza en Gottfried Leibniz. In dit moderne rationalisme nam de rol van God af, hoewel hij nog steeds als ultiem fundament bleef gelden: de rede was in staat tot zekere kennis omdat het zo door God geschapen was. Een ander belangrijk nieuw element in de moderne filosofie was de opkomst van de moderne wetenschap en de wetenschappelijke methode. Dit zal voor een grote opbloei van het empirisme zorgen, waardoor er een ware strijd ontstaat tussen het rationalisme en empirisme die pas bij Immanuel Kant beslecht zal worden.
Het rationalisme neemt vooral de moderne wiskunde als groot voorbeeld. Descartes zal bijvoorbeeld streven naar een Mathesis Universalis en Leibniz naar een Scientia Generalis. In Discours de la Méthode (1637) zet Descartes zijn visie uiteen over de nieuwe, te volgen methode voor de filosofie en voor elke wetenschap: ze moeten allemaal de wiskunde als voorbeeld nemen. Belangrijk is vooral het constructief element in de wiskundige methode: men vertrekt van enkel basisprincipes, axioma's, waarop men verder bouwt en tot nieuwe "bewezen" stellingen komt. Hierdoor moet men wel eerst vaste vertrekpunten vinden van waaruit men nieuwe stellingen kan bewijzen. Deze vertrekpunten zal Descartes op het spoor komen in Meditationes de prima philosophia (1641): hierin tracht hij via een methodische twijfel, die stelt dat men alles waar men enigszins aan kan twijfelen als onzeker moet verwerpen, tot een reeks helder en welonderscheiden principes te komen  (des idées claires et distinctes). Hier komt Descartes tot zijn beroemde stelling "ik denk dus ik ben": men kan onmogelijk twijfelen aan het gegeven dat er iets is dat twijfelt, en dus denkt. Zo heeft Descartes zijn eerste zekerheid. Vervolgens probeert hij het bestaan van God te bewijzen via een reeks godsbewijzen. Eens God bewezen is, is eveneens het bestaan van de buitenwereld zeker. Dat het filosofisch scepticisme waar zou zijn, en dus de buitenwereld eigenlijk een illusie is, strookt niet met het gegeven dat God een waarachtig en goede God is die de mens niet wil bedriegen. Hierdoor kan men zeker zijn dat men niet bedrogen wordt.
Dit rationalisme wordt nog verder uiteengezet door Leibniz en Spinoza. Leibniz is ervan overtuigd dat als we de wiskundige methode maar correct toepassen, we alle problemen, evengoed politieke en sociale, zouden kunnen oplossen alsof we de beginsituatie maar moesten ingeven in een machine en het antwoord er eenduidig uit zou komen. Spinoza zal het rationalistisch model uitwerken in zijn magnum opus, namelijk de Ethica (1678). Hierin past hij de methode van Descartes zorgvuldig toe en probeert zijn filosofische stellingen werkelijk te bewijzen alsof het om wiskundige stellingen ging. Hij vertrekt van een reeks duidelijk geformuleerde axioma's en leidt daar stap voor stap zijn conclusies uit af.

## De ondergang van het rationalisme
De wens van het rationalisme om alle wetenschappen naar het wiskundig model te hervormen mislukte. Snel bleek al dat vele wetenschappen, zoals de scheikunde en natuurkunde, veel sterker op de ervaring steunden dan rationalisten wilden toegeven. Isaac Newton zal bijvoorbeeld eenduidig dit rationalisme in zijn Philosophiae Naturalis Principia Mathematica (1687) verwerpen. Hij betoogt dat men de axioma's en eerste principes niet moet zien als evident en zuiver intellectueel inzichtelijke gegevens, maar dat ze daarentegen moeten worden "afgeleid" uit de ervaring zelf. Bekend is bijvoorbeeld zijn uitspraak: Hypotheses non fingo (vertaald: "Ik verzin geen hypotheses"). Zo past Newton perfect in de opponerende stroming van het empirisme. Een empiristische filosoof als John Locke zal in zijn Essay concerning Human Understanding (1690) dan weer stellen dat de menselijke geest geen aangeboren ideeën bezit, maar slechts een onbeschreven blad (tabula rasa) is, waarop de kennis wordt "geschreven" door het opdoen van ervaring.
De impasse tussen het rationalisme en empirisme wordt opgeheven in het werk van Immanuel Kant en zijn transcendentaal idealisme. Hoewel Kant van oorsprong ook een rationalist was, herdacht hij zijn positie toen hij in contact kwam met het werk van de empiristische filosoof David Hume. Hij ging wel niet zover het empirisme in haar radicale vorm, zoals Hume die vorm had gegeven, te aanvaarden. Het empirisme kon het succes van de wetenschap volgens Kant immers niet verklaren. Daarom komt hij in zijn Kritik der reinen Vernunft (1781) als het ware tot een synthese van beide stromingen. Kennis komt tot stand door een combinatie van de rede en de ervaring. Kennis kan niet zonder ervaring omdat het anders inhoudsloos en leeg zou zijn, want er is geen vaste aangeboren kennis. Anderzijds kan kennis ook niet zonder de rede, want dan zou de mens nooit in staat zijn de stroom van ervaringen op adequate manier te ordenen en te interpreteren. Ervaring is dus nodig, maar ze wordt evengoed bewerkt door de categorieën van het verstand. 
Het rationalisme is na Kant ongeveer geheel verdwenen. Er zijn geen echte grote namen meer die zich eenduidig met het rationalistisch programma vereenzelvigen, zoals Descartes dat deed. Toch typeerde Karl Popper zijn wetenschapsfilosofie in de 20e eeuw nog als een "kritisch rationalisme". Hij wilde zich vooral afzetten tegen het klassiek empirisme in de wetenschapsfilosofie en stelt dat de wetenschapper altijd eerst vertrekt van theoretische hypothesen en niet van "zuivere waarnemingen". Ook de filosoof Laurence BonJour verdedigt vandaag de dag een bescheiden variant van het rationalisme. Verder heeft de stelling van het rationalisme dat (bepaalde) kennis aangeboren is, ook nog zijn voorstanders zoals Noam Chomsky en Jerry Fodor.

## Kritiek op het rationalisme
De voornaamste kritiek op het rationalisme is dat het vooral afstevent op dogmatische systemen die niet met de ervaring overeenkomen of heel vergezocht lijken te zijn. Een vroeg voorbeeld is terug te vinden in het werk van de Pythagoristische filosoof Philolaus, die het bestaan van een "tegenaarde" postuleert om zo tot een kosmos met tien planeten te komen (het getal tien bekleedde een belangrijke rol in het pythagorisme). De vroege empirist Aristoteles merkt hierover op dat bij Philolaus de theorie het gewonnen heeft van de ervaring.
Een moderner voorbeeld is Leibniz. Leibniz gaat ervan uit dat de wereld opgebouwd is uit monaden: kleine spirituele "atomen". De rol van het materiële hierbij is dubieus. Ook stelt hij de thesis van het parallellisme voor: er is in werkelijkheid geen echt oorzakelijk verband tussen het denken en de materie rond ons (of tussen de verschillende monaden). Wanneer ik bijvoorbeeld denk "ik heb dorst" en naar een glas water reik, dan heeft die gedachte niet die handeling veroorzaakt, maar was het zo op voorhand al door God gepland dat mijn hand zou bewegen. Ook de rationalist Nicolas Malebranche verdedigde een gelijkaardige stelling, namelijk het occasionalisme: bij elke schijnbare beïnvloeding van het lichaam door de menselijke geest, grijpt God in de wereld in en verplaatst mijn lichaam en wekt zo de schijn van oorzakelijkheid. Het grote probleem met deze theorieën is dat ze moeilijk tot onmogelijk getest of ervaren kunnen worden: de oplossingen komen over als mooi gekunstelde, maar vreemde oplossingen om de werkelijkheid koste wat het kost te laten overeenkomen met de theorie.
In de 20e eeuw wordt er vooral kritiek geuit op het rationalisme vanuit de fenomenologie. Fenomenologen als Edmund Husserl en Martin Heidegger betogen dat het rationalisme de relatie tussen mens en wereld veel te intellectualistisch opvat. Het rationalisme stelt foutief dat we de wereld interpreteren in wiskundige termen zoals "uitgebreidheid". Een stoel is voor de mens niet in de eerste plaats een "uitgebreid ding" (res extensa), maar een ding om op te zitten. Objecten worden in eerste instantie opgevat als dingen waar men iets mee kan doen. Volgens de fenomenologie is het perspectief van het rationalisme dan ook verkeerd en kan het nooit echt begrijpen hoe ervaring en waarneming precies in elkaar zitten, omdat het al op voorhand een sterke reductie naar de wiskunde doorvoert. Husserl stelt dat we de fenomenen voor zich moeten laten spreken en de ervaring dus moeten bestuderen zoals ze in haar meest oorspronkelijke vorm tot ons komt - en daar slaagt het rationalisme niet in.